# ستويان جورجييف
ستويان جورجييف (بالبلغارية: Стоян Георгиев)‏ هو لاعب كرة قدم بلغاري في مركز الدفاع، ولد في 18 سبتمبر 1986 في صوفيا في بلغاريا. لعب مع او في سي سليفن 2000 وسلافيا صوفيا ونادي سبارتاك فارنا.

## وصلات خارجية
- ستويان جورجييف على موقع قاعدة بيانات كرة القدم.إي يو (الإنجليزية)
- ستويان جورجييف على موقع Soccerway.com (الإنجليزية)